# ニック・シリアーニ
- ニック・シリアニ

ニコラス・ジョン・シリアーニ（Nicholas John Sirianni, 1981年6月15日 - ）は、アメリカ合衆国ニューヨーク州ジェームズタウン出身のアメリカンフットボール指導者。NFLのフィラデルフィア・イーグルスでヘッドコーチを務めている。

## 経歴

### 現役時代
マウント・ユニオン大学でワイドレシーバーとしてプレーし、卒業後にAIFのカントン・レジェンズで1年間だけプレーした。

### コーチ時代

#### カレッジ
2004年に母校のマウント・ユニオン大学でディフェンシブバックコーチに就任。
2006年からIUPで3年間ワイドレシーバーコーチを務めた。

#### カンザスシティ・チーフス
2009年にカンザスシティ・チーフスのオフェンシブ・クオリティコントロールコーチに就任。チーフスのヘッドコーチであるトッド・ヘイリーとは同じYMCA出身で以前から親交があった。
2012年シーズンはワイドレシーバーコーチを務めた。このシーズン限りで退団した。

#### サンディエゴ / ロサンゼルス・チャージャーズ
2013年からサンディエゴ・チャージャーズのコーチに就任。
2014年シーズンはクォーターバックコーチを務め、フィリップ・リバースを指導した。
2016年シーズンからワイドレシーバーコーチを務めた。

#### インディアナポリス・コルツ
2018年、チャージャーズで共にコーチを務めていたフランク・ライクが新たにインディアナポリス・コルツのヘッドコーチに就任すると、ライクの要望により引き抜かれる形でコルツのオフェンシブ・コーディネーターに就任した。
オフェンシブコーディネーターを務めた3年間は先発のクォーターバックがアンドリュー・ラック、ジャコビー・ブリセット、フィリップ・リバースと毎年異なり、そのたびに戦術を再考する苦しい状況だったが、プレーオフに2回進出した。

#### フィラデルフィア・イーグルス
2021年1月24日にフィラデルフィア・イーグルスのヘッドコーチに就任した。2ヶ月後、チームは先発クォーターバックのカーソン・ウェンツをトレードで放出し、前年のドラフトで指名したジェイレン・ハーツを新たな先発クォーターバックとして起用していくことになった。シリアーニは前任のダグ・ピーダーソン時代のスタッフを刷新し、オフェンシブ・コーディネーターにシェーン・スタイケン、ディフェンシブ・コーディネーターにジョナサン・ギャノンなど、若いコーチを新たに雇用した。
2021年シーズンは2勝5敗と低調なスタートだったものの立て直し、最終的には9勝8敗でプレーオフに進出した。プレーオフではワイルドカード・ラウンドでタンパベイ・バッカニアーズに敗れた。
2022年シーズンはレギュラーシーズンを14勝3敗の好成績で終え、NFCの第1シードでプレーオフに出場した。NFLでは1989年のミネソタ・バイキングス以来となる、シーズン70サック以上を記録したチームとなり、パス喪失ヤードはNFL最少だった。プレーオフではディビジョナル・ラウンドでニューヨーク・ジャイアンツ、NFCチャンピオンシップでサンフランシスコ・49ersに勝利してスーパーボウルに進出。スーパーボウルではかつてコーチを務めたカンザスシティ・チーフスに35-38で敗れた。シーズン終了後、オフェンシブ・コーディネーターのシェーン・スタイケンがインディアナポリス・コルツに、ディフェンシブ・コーディネーターのジョナサン・ギャノンがアリゾナ・カージナルスにそれぞれヘッドコーチとして引き抜かれた。
2023年シーズンも10勝1敗と好調だったが、終盤に1勝5敗と失速し、2年連続の地区優勝を逃した。プレーオフではワイルドカード・ラウンドでタンパベイ・バッカニアーズに敗れ、早々にシーズン終了となった。イーグルスは攻守両面で前年から大きく成績が低下し、シリアーニは多くの批判を受けた。ディフェンシブ・コーディネーターのショーン・デサイからプレーコールの権利を剥奪し、新たにマット・パトリシアにプレーコールを担当させたことが裏目に出て、最終的にディフェンスはNFLワースト2位に終わった。シーズン終了後、デサイとパトリシア、オフェンシブ・コーディネーターのブライアン・ジョンソンを解雇した。
2024年シーズン、第6週のクリーブランド・ブラウンズ戦の勝利後にサイドラインで観戦していたイーグルスファンと口論になり、批判された。このシーズンは14勝3敗の好成績を記録し、プレーオフではワイルドカード・ラウンドでグリーンベイ・パッカーズ、ディビジョナル・ラウンドでロサンゼルス・ラムズ、NFCチャンピオンシップでワシントン・コマンダースに勝利してスーパーボウルに進出。スーパーボウルでは2年前に敗れたカンザスシティ・チーフスとの再戦となり、40-22で勝利。チームとして7年ぶり2度目、自身初のスーパーボウル制覇を成し遂げた。

## 人物
カンザスシティ・チーフスのコーチを務めていた時期に、恋人のブレット・アシュリーと結婚した。
兄のマイク・シリアーニもアメリカンフットボール指導者で、ワシントン&ジェファーソン大学でヘッドコーチを務めている。
幼少期はピッツバーグ・スティーラーズのファンとして育った。